# Lamèque
Lamèque – miasto w Kanadzie, na północnym wschodzie prowincji Nowy Brunszwik, w hrabstwie Gloucester, na wyspie Lamèque.
Liczba mieszkańców Lamèque wynosi 1 422. Język francuski jest językiem ojczystym dla 99,3%, angielski dla 0% mieszkańców (2006).